# باشگاه فوتبال اوانامینت
باشگاه فوتبال اوانامینت یک باشگاه فوتبال حرفه‌ای است که در اوانامینت، هائیتی واقع شده است.